# Navalafuente
Navalafuente là một đô thị trong Cộng đồng Madrid, Tây Ban Nha. Đô thị Navalafuente có diện tích 11,75 km², dân số theo điều tra năm 2010 của Viện thống kê quốc gia Tây Ban Nha là 1039 người. Đô thị Navalafuente nằm ở khu vực có độ cao mét trên mực nước biển.

## Biến động dân số
| 1991 | 1996 | 2001 | 2004 | 2008 |
| ---- | ---- | ---- | ---- | ---- |
| 326  | 459  | 588  | 714  | 1039 |